# Топорков Андрій Дмитрович
Топорков Андрій Дмитрович (12.07.1916 — 25.08.1972) — учасник Радянсько-німецької війни, командир відділення мінометної роти 231-го гвардійського стрілецького полку  75-ї гвардійської стрілецької дивізії 30-го стрілецького корпусу 60-ї Армії Центрального фронту, Герой Радянського Союзу (17.10.1943), гвардії сержант.

## Біографія
Народився 12 липня 1916 року у с. Дубровка зараз Юрлинського району Пермського краю. Закінчив 7 класів школи, працював у колгоспі, в 1937-39 роках проходив строкову службу в Червоній Армії на Далекому Сході.
Під час війни призваний у 1942 році. З березня 1943 року — командир відділення мінометної роти 231-го гвардійського стрілецького полку  75-ї гвардійської стрілецької дивізії.
Брав участь у  битві на Курській дузі, нагороджений медаллю «За відвагу».
Особливо відзначився при форсуванні ріки Дніпро північніше Києва восени 1943 року, у боях при захопленні та утриманні плацдарму на правому березі Дніпра в районі сіл Глібівка та Ясногородка (Вишгородський район Київської області). Командир 231-го гвардійського стрілецького полку гвардії підполковник Маковецький Ф. Є. в нагородному листі написав, що в бою за розширення плацдарму 3.10.1943 року Топорков за власною ініціативою переніс свою позицію у порядки піхоти і, коли противник перейшов у контратаку, відкрив фланговий вогонь, знищуючи ворога.
Виявивши станковий кулемет ворога, Топорков вирішив захопити його. Він проповз понад 200 метрів, дочекався, коли піхота противника піднялася у контратаку, кинувся на кулеметну обслугу, знищив кулеметника, а другого номера захопив у полон. Топрков розвернув захоплений кулемет і почав знищувати ворожу піхоту. Наші бійці піднялися в атаку і далеко відкинули гітлерівців. У цьому бою Топорков знищив до 150 німців, забезпечивши наш успіх. Захоплений Топорковим полонений дав важливі відомості про систему вогню ворога.
Указом Президії Верховної Ради СРСР від 17 жовтня 1943 року за мужність і героїзм проявлені при форсуванні Дніпра і утриманні плацдарму гвардії сержанту Топоркову Андрію Дмитровичу присвоєне звання Героя Радянського Союзу з врученням ордена Леніна і медалі «Золота Зірка».
По закінченні війни Топорков А. Д. демобілізувався. Жив у м. Майкоп, працював експедитором у колгоспі «Заповіт Ілліча». Помер 25 серпня 1972 року.

## Нагороди
- медаль «Золота Зірка» № 1571 Героя Радянського Союзу (17 жовтня 1943)
- Орден Леніна
- Орден Вітчизняної війни 1 ступеня
- Медалі

## Пам'ять
- У навчальному центрі Сухопутних військ Збройних сил України «Десна» встановлено бюст Героя.
- Ім'ям Топоркова названо вулицю у селі Юрла Пермського краю.